# Antigonia quiproqua
Antigonia quiproqua är en fiskart som beskrevs av Nikolai V. Parin och Borodulina 2006. Antigonia quiproqua ingår i släktet Antigonia och familjen trynfiskar. Inga underarter finns listade i Catalogue of Life.